# Madison Wolfe
Madison Wolfe (ur. 16 października 2002 w Metairie) – amerykańska aktorka, która wystąpiła m.in. w filmach Obecność 2, Joy, Trumbo i Zabijam gigantów.

## Filmografia

### Filmy
| Rok  | Tytuł                    | Rola                | Uwagi       |
| ---- | ------------------------ | ------------------- | ----------- |
| 2012 | W drodze                 | Dodie Lee           |             |
| 2012 | Wyborcze jaja            | Jessica Brady       |             |
| 2013 | Piosenka Grace           | mała Grace Trey     |             |
| 2014 | Diabelskie nasienie      | Brittany            |             |
| 2015 | Nie ma jak w piekle      | Allison Champagne   |             |
| 2015 | Trumbo                   | młoda Nikola Trumbo |             |
| 2015 | Re-Kill                  | dziewczyna          |             |
| 2015 | Joy                      | młoda Peggy         |             |
| 2016 | Mr. Church               | młoda Poppy         |             |
| 2016 | Keanu                    | Alexis              |             |
| 2016 | Obecność 2               | Janet Hodgson       |             |
| 2016 | Cold Moon                | Mandy               |             |
| 2017 | Trafficked               | Natalie             |             |
| 2017 | Zabijam gigantów         | Barbara             |             |
| 2019 | The Tattooed Heart       | Ava Lee             | krótkometr. |
| 2021 | Wcielenie                | młoda Serena        |             |
| 2022 | Paulie Go!               | Avery               |             |
| 2024 | The Man in the White Van | Annie Williams      |             |

### Telewizja
| Rok       | Tytuł                | Rola             | Uwagi  |
| --------- | -------------------- | ---------------- | ------ |
| 2014      | Detektyw             | Audrey Hart      | 6 odc. |
| 2015      | Astronaut Wives Club | Julie Shepard    | 5 odc. |
| 2015      | Scream               | młoda Emma Duval | 1 odc. |
| 2015–2016 | Zoo                  | Clementine Lewis | 7 odc. |
| 2023      | Mayfair Witches      | Tessa            | 3 odc. |